# Rosbercon
Rosbercon (Irlande) est un townland rattaché au comté de Wexford (province de Leinster), alors qu'historiquement il faisait partie du comté de Kilkenny. Rosbercon est dans la banlieue de la ville de New Ross Sur la côte ouest de la rivière Barrow qui longe la ville de New Ross. Au recensement de 2006 sa population comptait 628 habitants.

## Histoire
Rosbercon,,, dont le nom irlandais en gaélique est Ros-Ui-Bearconn, ce qui signifie "le bois de la tribu des Ui Bearconn", est un village dont la fondation d'après les archives daterait du XIIIe siècle. Ses activités traditionnelles en plus de l'agriculture était la minoterie, la scierie, la fonderie, la tannerie, la distillerie. Aujourd'hui l'économie de Rosbercon est fondée sur l’agriculture et l'immobilier résidentiel.
Ses monuments historiques sont un prieuré dominicain avec son église dédiée à l'Assomption de la Vierge Marie, l'église de Saint Aidan, l'église de Saint David.

## Quelques activités
Dans le centre-ville, diverses associations proposent des activités à la population :
- Le club sportif St. Joseph,
- Le club de football Rosbercon United
- Le club vintage Tullogher / Rosbercon, l
- Le New Ross Majorettes
- Le bingo paroissial,
- Des cours de danse,
- Des cours de kick boxing,

## Natifs et résidents notables
- Victor O Donovan Power
- Patrick Donovan
- James O'Neill
- Robert De La Freyne[7]
- Thomas John Power
- James Robert Knox